# Jula Dittmar
Jula Dittmar (geboren am 25. April 1887 in Nürnberg; gestorben am 23. März 1976)  war Ärztin und Mitglied des Stadtrats in Bayreuth.

## Leben und Wirken
Dittmar kam als Kind des Schriftstellers und Lehrers Franz Dittmar und dessen Ehefrau Marie, geb. Grossmann, zur Welt. In Nürnberg besuchte sie die Volksschule und anschließend die Handelsschule für Mädchen. Privat wurde sie auf das Abitur vorbereitet, das sie 1906 am dortigen humanistischen Neuen Gymnasium bestand. In Erlangen (fünf Semester), München (drei Semester) und erneut Erlangen (zwei Semester) studierte sie Medizin; im Wintersemester 1911/12 legte sie in Erlangen das Staatsexamen ab. Ihr Praktisches Jahr absolvierte sie an der Universitätsklinik für Ohren-, Nasen- und Kehlkopfkrankheiten in Erlangen (zwei Monate), dem Städtischen Krankenhaus Nürnberg (sieben Monate) und der Chirurgischen Universitätsklinik Erlangen (drei Monate). 1913 wurde ihr die Approbation erteilt, 1918 wurde sie in Erlangen promoviert.
Am 31. Mai 1917 ließ sie sich als Allgemeinpraktikerin nieder, 1919 wurde sie Assistentin an der Chirurgischen Klinik in Erlangen. In der Zwischenzeit war sie auch in Bonn tätig. Im Einwohnerbuch der Stadt Bayreuth von 1920/21 erscheint Jula Dittmar erstmals mit Wohnung und Praxis im Haus Sophienstraße 29 und der Telefonnummer 522. Neben 42 Männern war sie die erste und vorerst einzige Frau, die diesen Beruf in Bayreuth ausübte.
Zunächst war Dittmar auch als Schulärztin tätig. Der ärztliche Bezirksverein beanstandete, dass sie dafür einen geringeren Lohn als ihre männlichen Kollegen erhielt. Das betrachtete er als „standesunwürdig“ und drohte, der Kollegin diese Tätigkeit zu untersagen. Am 5. Juli 1922 wurde dies zum Gegenstand einer Sitzung des Bayreuther Stadtrats. Dieser beschloss, zunächst zu prüfen, wie andere Städte mit dieser Problematik umgingen. Letztlich wurde beschlossen, auf die Dienste der Ärztin zu verzichten, statt sie angemessen zu honorieren.
In jener Zeit war Julia Dittmar eine außergewöhnliche Frau in der kleinen Stadt. Sie war unverheiratet, führte eine eigene Arztpraxis, fuhr „unschicklicherweise“ Motorrad und unternahm ausgedehnte Bergtouren. Ihre Praxis war vormittags und nachmittags jeweils für eine Stunde geöffnet. Zeitzeugen berichteten, das „Fräulein Doktor“ habe die Patienten mehr zu Hause betreut, als sie in ihre Sprechstunde zu bestellen – sie sei „eigentlich immer unterwegs gewesen“. In den 1930er Jahren war Dittmar am Städtischen Mädchenlyzeum (heutiges Richard-Wagner-Gymnasium) wieder als Schulärztin tätig.
Jula Dittmar engagierte sich früh politisch und wurde am 19. Februar 1923 zu einer von zwei stellvertretenden Vorsitzenden der Deutschen Demokratischen Partei gewählt. Am 7. Dezember 1924 kandidierte sie auf Platz 3 der Liste ihrer Partei erstmals für den Bayreuther Stadtrat. Für die Liberaldemokraten errang die überzeugte Liberale 1946 bei der ersten demokratischen Kommunalwahl der Nachkriegszeit im Stadtrat einen von sieben Sitzen ihrer Partei. Aus gesundheitlichen Gründen trat sie im März 1949 als Stadträtin zurück, kandidierte aber noch einmal bei der Wahl vom 30. März 1952 auf Platz 2 der FDP-Liste.
Die Ärztin, die ihre Hausbesuche bei Wind und Wetter auf dem Motorrad machte, war eine stadtbekannte Erscheinung und wurde respekt- wie liebevoll oft nur „die Jula“ genannt. Arme Patienten behandelte sie auch ohne Honorar und verbrachte ihre letzten Jahre daher in sehr bescheidenen Verhältnissen. Wegen eines Augenleidens musste sie mit 67 Jahren 1954 ihren Beruf endgültig aufgeben. Sie zog zu ihrer Schwester in die Hersbrucker Schweiz, wo sie im Alter von 89 Jahren starb.

## Ehrungen
Ihr zu Ehren wurde im Neubaugebiet Hohlmühle des Bayreuther Stadtteils Oberkonnersreuth 1998 der Dr.-Jula-Dittmar-Weg benannt.